# Émile Zola

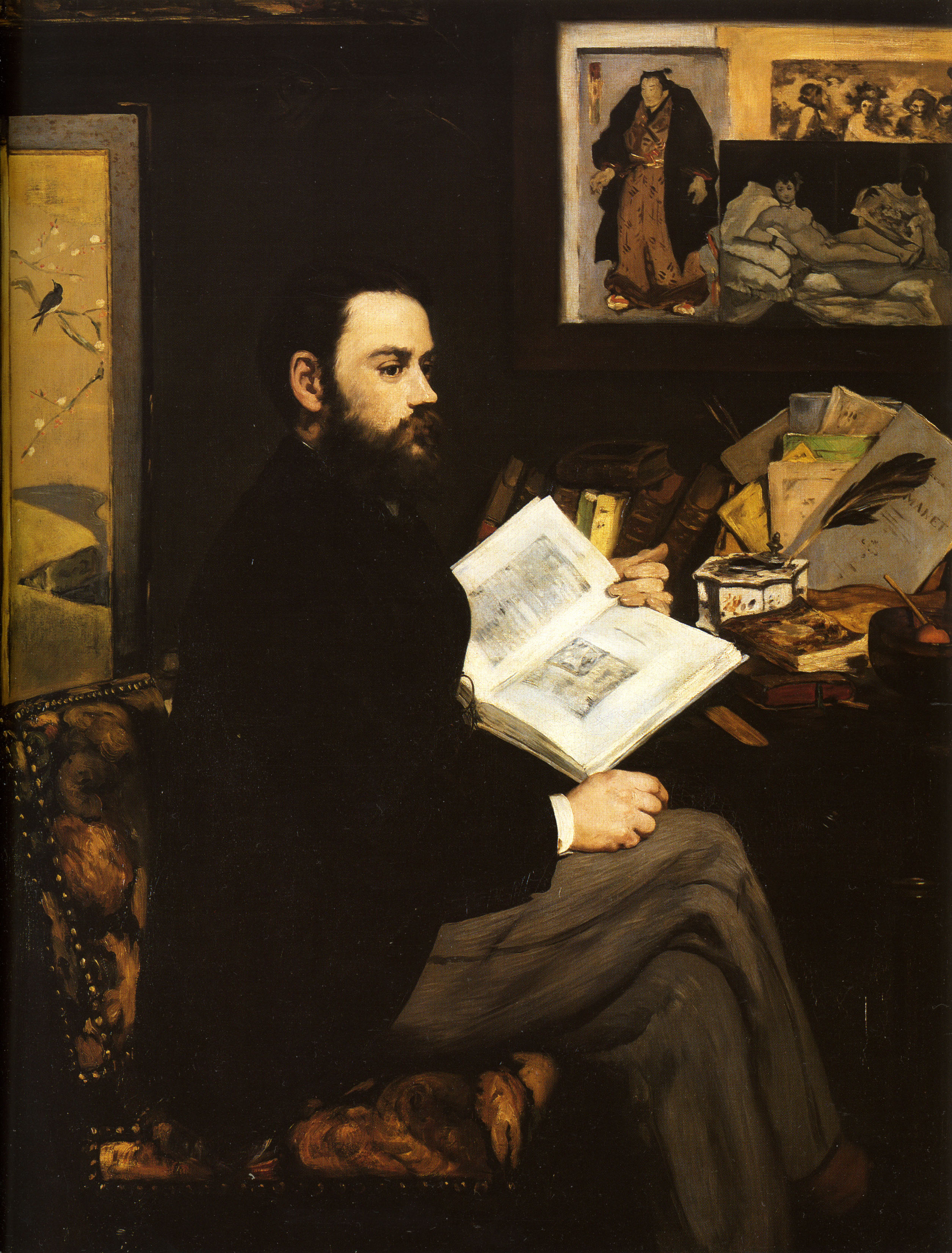
Zola segons Manet

Émile Zola  (pronunciació en francès: /e.mil e.dwaʁ zɔ.la/) (rue Saint-Joseph, 2 d'abril de 1840 - 9è districte de París, 29 de setembre de 1902), amb el nom de naixement Émile Édouard Charles Antoine Zola, fou un escriptor francès, considerat el màxim exponent del naturalisme. Va tenir un paper destacat en la revisió del procés a Alfred Dreyfus.

## Biografia
L'únic fill de François Zola (1795-1847), enginyer italià nacionalitzat, i d'Émilie Aubert, nascuda a Beauce (Borgonya), va néixer a París. La família es va instal·lar després a Ais de Provença i hi va conèixer, en morir el pare, greus dificultats econòmiques. A l'institut va compartir aula amb Paul Cézanne, gràcies al qual va conèixer pintors com Claude Monet, Alfred Sisley, Camille Pissarro i Édouard Manet. Va tornar a la capital de França el 1858. El 1859, Émile Zola va suspendre dos cops seguits els exàmens del Baccalauréat. Com que no volia esdevenir una càrrega per a la seva mare, va abandonar els estudis i es va posar a treballar.
L'any 1862, va entrar a la llibreria Hachette com a dependent. Ràpidament descobert, va escriure la seva primera obra i va col·laborar en les secciones literàries de diversos diaris. A partir de 1866, té com a amics Édouard Manet, Camille Pissarro i coneix també els germans Edmond i Jules Goncourt. Concep el projecte Rougon-Macquart, que acabaria el 1893. Es va casar el 1870 amb Alexandrine Mélay i, el mateix any, el diputat d'esquerres Alexandre Glais-Bizoin el contractà com a secretari. A partir de 1873, manté contactes amb Gustave Flaubert i Alphonse Daudet. Coneix Joris-Karl Huysmans, Paul Alexis, Léon Hennique i Guy de Maupassant, que esdevindran fidels assistents a les sessions de Médan, poble prop de Poissy, on tenia una petita casa de camp, adquirida el 1878. Es converteix en el cap de files dels naturalistes. El volum col·lectiu d'aquestes trobades, Les Soirées de Médan, es publicarà dos anys després. El 1886, Zola trenca amb Paul Cézanne, que potser no s'equivocava a identificar-se amb el personatge Claude Lantier, pintor frustrat de L'obra. La publicació de La Terra va aixecar polseguera: el Manifest dels cinc marca la crítica de joves escriptors naturalistes. Inicia una relació amb Jeanne Rozerot el 1888, amb qui tindrà dos fills.
No es va manifestar pas quan van arrestar Dreyfus el 1894. En canvi, a partir de 1895, Zola s'indigna per culpa de les campanyes antisemites, en concret, per la d'Édouard Drumont en La France juive i en el seu diari La libre parole. La degradació pública de Dreyfus, el 5 de gener de 1895, el colpeix. El 16 de maig de 1896, publica l'article Per als jueus en Le Figaro com a reacció a les campanyes de Drumont i es preocupa per l'honor del seu país.
Aquesta implicació, la seva estatura i el seu estatus com a cap de files del naturalisme, la seva independència de les religions i dels diners, la seva eficàcia retòrica, van dur els partidaris de Scheurer-Kestner i Bernard Lazare a demanar-li que intervingués. Va dubtar, però el setembre de 1897 va escriure a la seva dona que s'hi havia decidit. El 13 de gener de 1898 va publicar en el diari L'Aurore el famós «J'accuse...!» (carta al president de la República), cosa que va donar una nova dimensió al procés de revisió. Un procés de difamació el va condemnar a un any de presó, la màxima pena prevista, i a una important multa (que, sumada als costos del procés, es va elevar a 7.500 francs i que va pagar l'escriptor Octave Mirbeau). Hagué de marxar a l'exili a Londres per evitar la reclusió. De tornada, un any després, publica en La Vérité en marche articles sobre la qüestió.
El 29 de setembre de 1902, va morir asfixiat a casa seva per culpa d'una xemeneia embussada. Aquesta mort es considera accidental, però tenint en compte els enemics que s'havia creat en vida (sobretot els anti-Dreyfus), la tesi de l'assassinat no s'ha pogut mai descartar del tot. Després de morir, es va dur a terme una investigació que no va dur cap conclusió probatòria.
Zola es troba enterrat al cementiri de Montmartre a París. Van traslladar-ne les cendres al panteó de París el 4 de juny de 1908.
El 13 de gener de 1998 va tenir lloc una cerimònia al panteó, en presència de la ministra de Justícia francesa, Élisabeth Guigou, per recordar el centenari de la publicació de la carta oberta al president de la República, coneguda com a J'accuse. S'hi van pronunciar dos discursos: un, del primer ministre francès, Lionel Jospin, i un altre del primer president honorari del Tribunal de Cassació, Pierre Drai, sobre la qüestió del paper d'aquest tribunal en el desenllaç de l'affaire Dreyfus.
Avui dia, Zola és considerat l'estendard del realisme i un dels escriptors francesos més importants de tots els temps.
En català, ha estat traduït per Narcís Oller, Miquel Martí i Pol, Alfons Maseres, Lluís Maria Todó, Margarida Casacuberta i Josep Maria Muñoz i Lloret.

## Afer Dreyfus

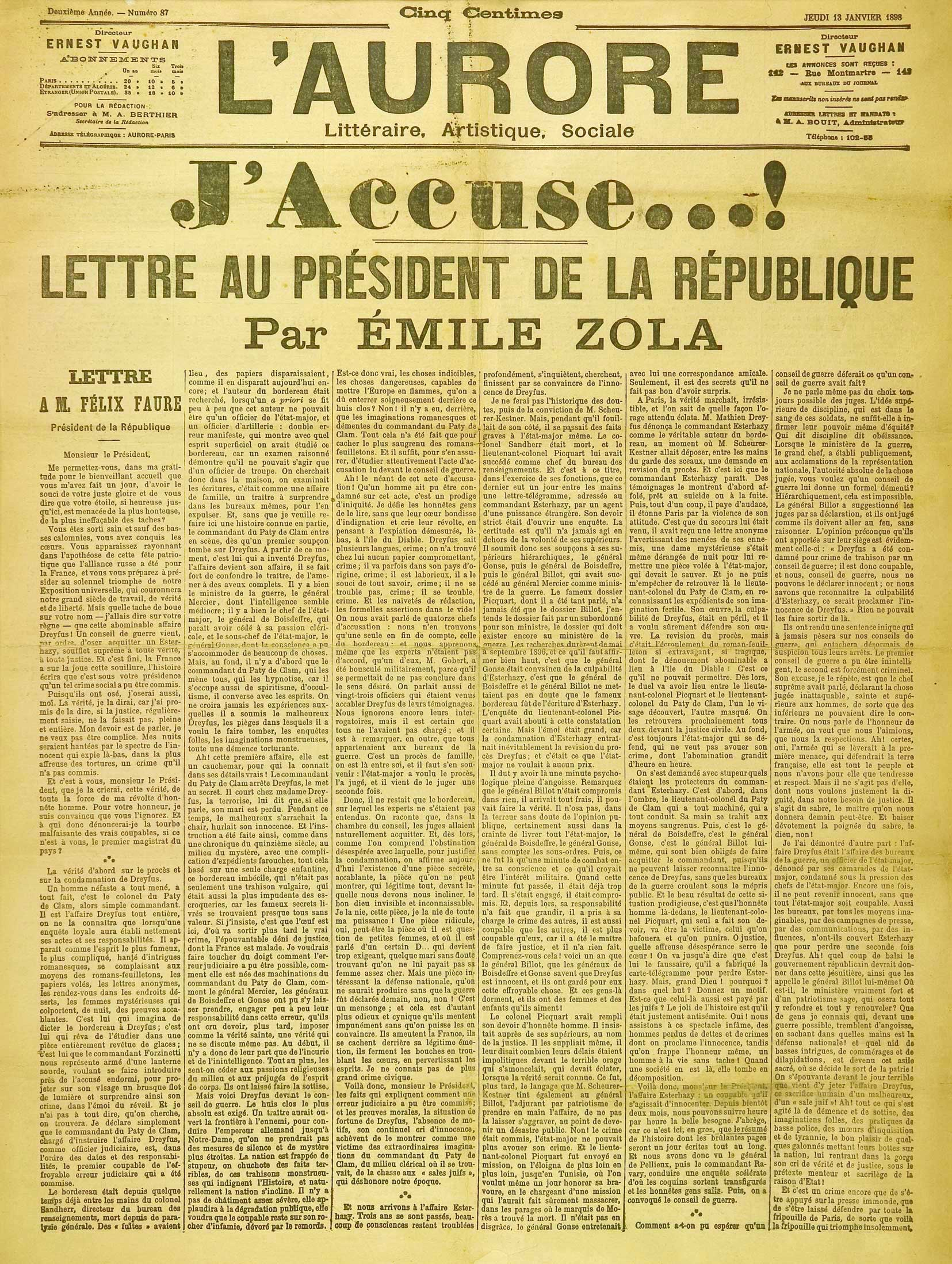
Portada del diari L'Aurore del dijous 13 de gener de 1898, amb la carta oberta J'accuse...!, escrit per Émile Zola sobre l'afer Dreyfus. El titular diu «Jo acuso... ! Carta al President de la República» - Museu d'Art i Història Jueus de París

El capità Alfred Dreyfus va ser un oficial d'artilleria francojueu de l'exèrcit francès. El setembre de 1894, la intel·ligència francesa va descobrir que algú havia passat secrets militars a l'ambaixada alemanya. Els oficials superiors van començar a sospitar de Dreyfus, tot i que no hi havia proves directes de cap delicte. Dreyfus va ser sotmès a un tribunal marcial, condemnat per traïció i enviat a l'Illa del Diable a la Guaiana Francesa.
El tinent coronel Georges Picquart va trobar proves que implicaven un altre oficial, Ferdinand Walsin Esterhazy, i va informar els seus superiors. En lloc de passar a alliberar Dreyfus, es va prendre la decisió de protegir Esterhazy i assegurar-se que el veredicte original no fos anul·lat. El major Hubert-Joseph Henry va falsificar documents que feien semblar que Dreyfus era culpable, mentre que Picquart va ser reassignat a l'Àfrica. No obstant això, les conclusions de Picquart van ser comunicades pel seu advocat al senador Auguste Scheurer-Kestner, que va assumir el cas, al principi de manera discreta i després cada cop més públicament. Mentrestant, la família de Dreyfus i la família i creditors d'Esterhazy van presentar més proves. Sota pressió, l'estat major va organitzar la celebració d'una cort marcial tancada del 10 a l'11 de gener de 1898, en la qual Esterhazy va ser jutjat a portes obertes i absolt. Picquart va ser detingut acusat de vulneració del secret professional.
En resposta, Zola va arriscar la seva carrera i més, i el 13 de gener de 1898 va publicar J'accuse...! a la portada del diari parisenc L'Aurore. El diari estava dirigit per Ernest Vaughan i Georges Clemenceau, els quals van decidir que la polèmica història tindria la forma d'una carta oberta al president, Félix Faure. J'Accuse de Zola...! va acusar els més alts nivells de l'exèrcit francès d'obstrucció a la justícia i antisemitisme en haver condemnat injustament Alfred Dreyfus a cadena perpètua a l'Illa del Diable. La intenció de Zola era que fos processat per difamació perquè les noves proves en suport de Dreyfus es fessin públiques. El cas, conegut com l'afer Dreyfus, va dividir profundament França entre l'exèrcit reaccionari i l'església catòlica, d'una banda, i la societat comercial més liberal, de l'altra. Les ramificacions van continuar durant molts anys; en el 100è aniversari de l'article de Zola, el diari catòlic francès La Croix, es va disculpar pels seus editorials antisemites durant l'afer Dreyfus. Com que Zola era un pensador i una figura pública francesa destacada, la seva carta va constituir un punt d'inflexió important en l'assumpte.

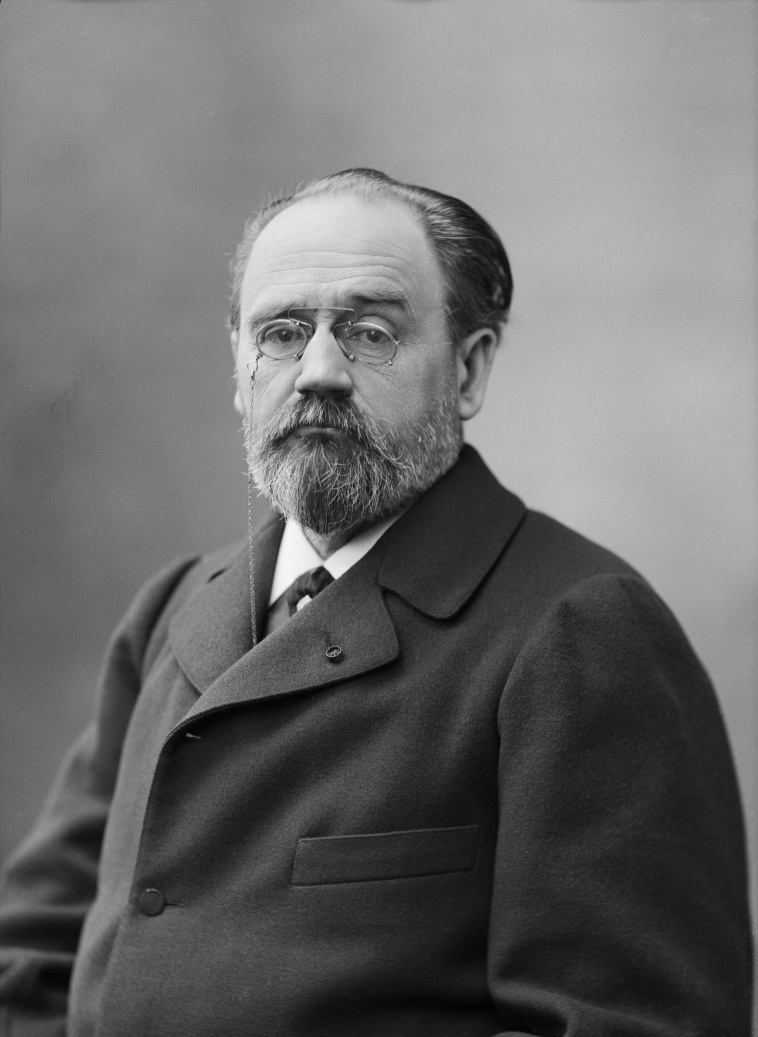
Retrat de Zola per Gaspard-Félix Tournachon, 3 de març de 1898

Zola va ser jutjat per difamació criminal el 7 de febrer de 1898, i va ser condemnat el 23 de febrer i apartat de la Legió d'Honor. La primera sentència es va anul·lar a l'abril per un tecnicisme, però es va presentar una nova demanda contra Zola, que es va obrir el 18 de juliol. Seguint el consell del seu advocat, Zola va fugir a Anglaterra en lloc d'esperar al final del judici (en el qual va tornar a ser condemnat). Sense ni tan sols haver tingut temps d'empaquetar una mica de roba, va arribar a Victoria Station el 19 de juliol, l'inici d'una breu i infeliç residència al Regne Unit. Zola va visitar llocs històrics com l'Església d'Anglaterra a l'Abadia de Westminster. Després d'allotjar-se inicialment a l’hotel Grosvenor, Zola va anar a l'hotel Oatlands Park de Weybridge i poc després va llogar una casa anomenada Penn on va ser amb la seva família durant l'estiu. A finals d'agost, es van traslladar a una altra casa a Addlestone anomenada Summerfield. A principis d'octubre la família es va traslladar a Londres i després la seva dona i els seus fills van tornar a França perquè els nens poguessin reprendre la seva escola. A partir de llavors, Zola va viure sol a l'hotel Queen's, Norwood. Va romandre a Upper Norwood des d'octubre de 1898 fins a juny de 1899.
A França, les divisions furibundes sobre l'afer Dreyfus van continuar. El fet de la falsificació del major Henry va ser descobert i admès a l'agost de 1898, i el govern va remetre la cort marcial original de Dreyfus a la Cort Suprema perquè la revisés el mes següent, per les objeccions de l'Estat Major. Vuit mesos més tard, el 3 de juny de 1899, el Tribunal Suprem va anul·lar el veredicte original i va ordenar un nou tribunal marcial militar. El mateix mes Zola va tornar del seu exili a Anglaterra. Tot i així, els anti-Dreyfus no es rendirien, i el 9 de setembre de 1899 Dreyfus va ser novament condemnat. Dreyfus va sol·licitar un nou judici, però el govern va contrarestar oferint a Dreyfus un perdó (en lloc d'exoneració), que li permetria sortir en llibertat, sempre que admetés ser culpable. Tot i que clarament no era culpable, va optar per acceptar l'indult. Més tard, el mateix mes, malgrat la condemna de Zola, es va aprovar un projecte de llei d'amnistia que abastava «tots els actes delictius o faltes relacionats amb l'afer Dreyfus o que s'hagin inclòs en un processament per algun d'aquests fets», indemnitzant Zola i Picquart, però també tots els que havien inventat proves contra Dreyfus. Dreyfus va ser finalment exonerat completament pel Tribunal Suprem el 1906.
Zola va dir sobre l'assumpte: «La veritat està en marxa, i res no l'aturarà». L'article de Zola de 1898 és àmpliament vist a França com la manifestació més destacada del nou poder dels intel·lectuals (escriptors, artistes, acadèmics) en la formació de l'opinió pública, els mitjans de comunicació i l'estat.

## Obra
- La Confession de Claude (1865)
- Thérèse Raquin (1867); traducció catalana de Lluís Maria Todó: Thérèse Raquin (Barcelona: Edicions de 1984, 2000)
- Madeleine Férat (1868)
- Le Roman expérimental (1880)
- Les Rougon-Macquart (cicle de novel·les sobre una família)
  - La Fortune des Rougon (1871)
  - La Curée (1871–72); traducció catalana de Margarida Casacuberta: El carnatge (Barcelona: Edicions de 1984, 2002)
  - Le Ventre de Paris (1873)
  - La Conquête de Plassans (1874)
  - La Faute de l'abbé Mouret (1875)
  - Son Excellence Eugène Rougon (1876)
  - L'Assommoir (1877); versió catalana de Carles Llorach-Freixes: La taverna (Martorell: Adesiara Editorial, 2019, col. D'ací i d'allà, 70. Versió teatral catalana d'Eduard Vidal i Valenciano i Rossend Arús: La taberna (Barcelona: F. Giró, 1884)
  - Une Page d'amour (1878)
  - Nana (1880); traducció catalana de Miquel Martí i Pol: Nana (Barcelona: Edicions 62, 1981)
  - Pot-Bouille (1882)
  - Au Bonheur des Dames: El paradís de les dames (1883) (Barcelona, Viena Edicions, 2024)
  - La Joie de vivre (1884)
  - Germinal (1885); traducció catalana d'Alfons Maseres: Germinal (Badalona: Edicions Proa, 1937; Barcelona: Proa/Columna, 1994)
  - L'Œuvre (1886) ; traducció catalana de Margarida Casacuberta: L'obra (Barcelona: Edicions Proa, A tot vent, 2006)
  - La Terre (1887); traducció catalana d'Anna Maria Corredor: La terra (Barcelona: Edicions de 1984, 2012)
  - Le Rêve (1888)
  - La Bête humaine (1890), traduïda com a La bèstia humana per Josep Maria Muñoz i Lloret amb L'Avenç[12]
  - L'Argent (1891)
  - La Débâcle (1892)
  - Le Docteur Pascal (1893)
- Les Trois Villes
  - Lourdes (1894)
  - Rome (1896)
  - Paris (1898)
- Les Quatre Evangiles
  - Fécondité (1899)
  - Travail (1901)
  - Vérité (1903, publicada pòstumament)
  - Justice (incompleta)

## Estil
Zola va ser un dels primers a introduir una visió determinista i cientista dels personatges marginals, que ja no apareixien en la literatura com a exemple de llibertat o diferència (com passava en el romanticisme). Pretenia descriure tota la societat del moment, seguint l'exemple d'Honoré de Balzac, sense excloure'n cap aspecte per desagradable que fos. Usa descripcions amb multitud de detalls tècnics, poc diàleg i tractant de ser objectiu com a narrador segons el seu ideal de positivisme, si bé les seves obres estan plenes d'insinuacions i explicacions que deixen veure el judici moral de l'autor sobre els fets i personatges.